# Indisches Englisch
Mit dem Begriff indisches Englisch (kurz: IndE oder IE) wird die Variante des Englischen bezeichnet, wie sie in Indien als Amts- und Bildungssprache verwendet wird. Englisch ist, neben Hindi, eine der beiden überregionalen Amtssprachen in Indien und dient als Lingua franca zwischen den Gebildeten des Landes. Im Gegensatz zu den zwei großen Varietäten des Englischen, dem britischen Englisch und dem amerikanischen Englisch, ist das indische Englisch in der Regel keine Muttersprache für die Sprecher, sondern wird als Zweitsprache in Bildungsinstitutionen wie Schule und Universität erworben.

## Status des Englischen in Indien
Laut Artikel 343 der indischen Verfassung aus dem Jahr 1950 sollte über die Beibehaltung des Status des Englischen als Amtssprache alle 15 Jahre neu entschieden werden. Mit dem Official Languages Act von 1963 ist der Status des Englisch als Amtssprache nun auf eine unbestimmte Zeit ausgedehnt. Eine Aufgabe des Englischen als Amtssprache ist aber insofern nicht zu erwarten, da als primäre Alternative in erster Linie Hindi als landesweite Amtssprache infrage käme, was vor allem im dravidischen Sprachraum im Süden auf Widerstand stoßen würde. Englisch gilt weiterhin als Prestigesprache und wird nur von einer privilegierten Minderheit der Bevölkerung fließend gesprochen. Wenn sich in Indien Menschen unterschiedlicher Sprachgemeinschaften begegnen, sprechen sie im Norden entweder Hindi oder Englisch miteinander, im Süden meist Englisch.
Zwischen Sprechern des indischen Englisch kann man eine erhebliche Variation beobachten: So wird in gebildeten Schichten, die eine Englischausbildung bis etwa Abiturniveau genossen haben, das Standardenglisch Indiens gesprochen. Zur Gruppe dieser Sprecher gehören etwa Journalisten, höhere Angestellte sowie Akademiker. Darüber hinaus gibt es Nicht-Standard-Varianten, die sich unterhalb der Ebene des Standardenglisch Indiens bewegen, die z. B. von Reiseführern oder Kellnern gesprochen werden. Ferner gibt es auch in Indien eine Reihe von Pidgins, deren Sprecher das Englische außerhalb eines formalen schulischen Kontexts erworben haben und Englisch zur Verständigung zwischen zwei Sprachgruppen nutzen. Die Pidgins weichen erheblich vom indischen Englisch ab und zeichnen sich durch ein Gemisch aus englischen Sprachstrukturen und Strukturen aus einer einheimischen indischen Sprache aus. Ein Beispiel eines solchen Pidgins ist das Butler English.

## Phonologie
Die Aussprache des indischen Englisch wird durch die einheimischen indischen Sprachen wie Hindi, Bengalisch und Tamil beeinflusst. Es gibt trotz der regionalen Unterschiede jedoch einige Gemeinsamkeiten, die als charakteristisch für die Phonologie des indischen Englisch betrachtet werden können:

### Vokale und Konsonanten
Indisches Englisch weicht von der Standardaussprache des britischen Englisch (Received Pronunciation, RP) insbesondere durch folgende Merkmale ab:
- Die Vokale des indischen Standardenglisch und der RP sind ähnlich. In Nicht-Standard-Varianten des indischen Englisch findet man allerdings eine erhebliche regionale Variation bei der Aussprache der Vokale. So wird /e/ in dress z. B. in Uttar Pradesh, Rajasthan oder Tamil Nadu als [e] ausgesprochen, während Sprecher in Kaschmir oder im Nordosten von Indien es als [ɛ] realisieren.
- Die in RP alveolar gebildeten Laute /d/ und /t/ werden im indischen Englisch retroflex als [ɖ] und [ʈ] gebildet.
- Alle Hauptsprachen Indiens haben keine dentalen Frikative [θ] und [ð] wie in thin oder that. Deshalb wird der stimmlose dentale Frikativ /θ/ meist durch den stimmlosen dentalen Plosiv [t̪ʰ] oder [t̪] ersetzt und das stimmhafte /ð/ durch den stimmhaften dentalen Plosiv [d̪].
- Der stimmhaft postalveolare Frikativ /ʒ/   wird durch [z]  oder [dʒ]   ersetzt, z. B. treasure [trɛzə:r].
- Sprecher einiger indischen Sprachen, z. B. Oriya, Bangla und Hindi, unterscheiden nicht die Laute /w/  und /v/  in der Aussprache, so dass z. B. power entweder [pa:vər] oder [pa:wər] ausgesprochen wird.

Varietäten des Englischen wie das britische und amerikanische Englisch unterscheiden sich darin, ob /r/ überall ausgesprochen wird, wo es geschrieben wird, oder nur vor Vokalen (rhotisch vs. nicht-rhotisch). Indisches Standardenglisch folgt in der Regel dem britischen Englisch und ist nicht-rhotisch. Allerdings gibt es einige Nicht-Standard-Varianten des indischen Englisch, die durch indische einheimische Sprachen beeinflusst rhotisch sind.

### Betonung, Rhythmus und Intonation
Die Betonung einzelner Silben im indischen Englisch weicht häufig von der des britischen Englisch ab, wobei es schwer ist, allgemeine Aussagen für das indische Englisch zu treffen, weil die Aussprache durch die regionalen indischen Sprachen unterschiedlich beeinflusst wird. Ein Muster scheint aber zu sein, dass die Betonung vom Gewicht der Silbe abhängt – je schwergewichtiger, desto eher wird sie betont. Eine schwergewichtige Silbe besteht aus einem langen Vokal, einem langen Vokal mit einem Konsonanten oder einem kurzen Vokal mit mehreren Konsonanten.
Die Standardaussprache des britischen Englisch (Received Pronunciation, RP) verwendet einen akzentzählenden Sprechrhythmus. Es gibt einige Untersuchungen, die darauf hindeuten, dass indisches Englisch meist in einem silbenzählenden Rhythmus gesprochen wird.
In der Regel wird im indischen Englisch eine dem britischen Englisch vergleichbare Intonation verwendet, zum Beispiel wird für Fragen eine steigende Intonation benutzt, während für Aussagen eine fallende Intonation verwendet wird. Dies kann jedoch in einigen sozialen Kontexten abweichen: Indien ist kulturell eher auf Hierarchien bedacht und sehr höflich zu Fremden. Deshalb wird die fallende Intonation, die eigentlich Aussagen vorbehalten ist, in hierarchischen Situationen vom überlegenen Gesprächspartner eingesetzt, z. B. vom Lehrer im Unterricht. Die steigende Intonation dagegen, die eigentlich für Fragen eingesetzt wird, wird auch in Aussagen gegenüber Fremden benutzt.

## Morphologie und Syntax
Wortbildung und Satzbau des indischen Englisch weichen nicht so sehr von den Standardvarianten des amerikanischen und britischen Englisch ab wie die Aussprache. Es gibt allerdings einige Besonderheiten, die typisch für das indische Englisch sind. Meist sind die Abweichungen jedoch nur üblich in Nicht-Standard-Varianten des indischen Englisch, während der von kompetenten Sprechern gesprochene Standard des indischen Englisch dem britischen oder amerikanischen Standardsatzbau folgt:
- Speziell in Nicht-Standard-Varianten des indischen Englisch gibt es eine Tendenz, Objekte von Verben auszulassen: OK, I'll take for transport statt OK, I'll take it for transport.
- Verbpartikel wie off werden einzelnen Verben hinzugefügt, wo sie im britischen Englisch nicht üblich sind: I'll eat it off oder I'll write off (im Sinne von I'll finish writing).
- Sprecher des indischen Englisch tendieren dazu, die Verlaufsform (Progressive) häufiger als im britischen Englisch üblich einzusetzen. In Nicht-Standard-Varianten des Indischen Englisch wird es sogar für Verben benutzt, die nicht in der Verlaufsform zulässig sind: I am liking it.
- In Nicht-Standard-Varianten des indischen Englisch wird der Artikel abweichend benutzt. In einigen Kontexten ist er nicht vorhanden, wo er eigentlich obligatorisch wäre, in anderen Kontexten wird er benutzt, obwohl er nicht verwendet werden sollte: We had group discussion (ohne indefiniten Artikel) oder Back to the square one (statt Back to square one).
- Da viele Inder die englische Sprache eher durch Zuhören und Nachahmen im Alltag erlernen, beinhaltet das geschriebene Englisch häufig Rechtschreibfehler: "Maintainance" oder "Maintanance" statt "Maintenance".
- Texte in Klammern werden oft ohne Leerzeichen dazwischen an das vorausgehende Wort gehängt: "based on previous selection(level)" statt "based on previous selection (level)".
- Kommas werden zuweilen vor das erste Wort nach dem Komma gesetzt: "to read data ,just to make sure" statt "to read data, just to make sure".
- Grammatikalische "Fehler" wie "Can you be able to see my screen" oder "Did you came" sind sehr verbreitet, sowohl im Norden als auch im Süden.

Ein Merkmal des indischen Englisch ist die Tendenz zur Topikalisierung, d. h. bekannte Information wird vorangestellt, gefolgt von neuer Information als Kommentar danach:
- Those people, I telephoned yesterday only
- Only fashionable girls, these boys like

## Wortschatz
Sieht man von der Aussprache ab, weicht kein Bereich des indischen Englisch so sehr vom britischen und amerikanischen Englisch ab wie der Wortschatz. Das indische Englisch verwendet den Wortschatz des britischen oder amerikanischen Englisch, hat diesen aber durch Ausdrücke aus dem indischen Sprachraum ergänzt (beispielsweise wallah).

### Britisches vs. amerikanisches Englisch
Wenn britisches und amerikanisches Englisch abweichendes Vokabular verwenden (z. B. lorry – truck), bevorzugt das indische Englisch häufig den britischen Ausdruck. Es gibt allerdings auch Beispiele, in denen amerikanisches Englisch bevorzugt wird (z. B. AE pharmacy statt BE chemist) oder in denen das indische Englisch einen eigenen Ausdruck hat (z. B. brinjal statt aubergine/eggplant).

### Einfluss aus indischen Sprachen
Viele Wörter der Sprachen des indischen Subkontinents haben im Laufe der Geschichte Eingang in das britische und amerikanische Englisch gefunden, so z. B. die folgenden:
- curry (aus dem Tamilischen)
- shawl (aus dem Hindustanischen)
- shampoo
- avatar (aus dem Sanskrit)
- pyjamas
- yoga

Andere Wörter, meist mit Ursprung aus Hindi, beschränken sich auf das indische Englisch. Beispiele sind:
- crore (10 Millionen)
- abhinaya (Tanzfigur)
- puja (rituelles Gebet)
- bhel puri (indisches Fast Food)

Wörter aus den dravidischen Sprachen finden seltener Eingang in das landesweit gesprochene indische Standardenglisch, einige Beispiele sind shikakai (Pflanzenextrakt zur Haarpflege) oder idli (ein Linsen- und Reisgebäck).
Die hier aufgeführten Wörter haben eine in Indien landesweite Verbreitung; eine Vielzahl anderer Wörter werden lediglich regional verwendet.

### Zahlwörter
Große Zahlen werden, besonders bei Geldbeträgen, nicht mit „tausend“ oder „Million“ gebildet, sondern mit lakh („hunderttausend“) und crore („10 Millionen“), und auch entsprechend gruppiert: Aus 1234567890 (Standard: 1,234,567,890, one billion two hundred thirty-four millions five hundred sixty-seven thousand eight hundred and ninety) wird im indischen Englisch 123,45,67,890, one hundred twenty-three crore fourty-five lakh sixty-seven thousand eight hundred and ninety.

### Lexikalische Neubildungen
Das indische Englisch bildet wie das britische und amerikanische Englisch neue Wörter zum Beispiel durch Komposition (compounding). Auf diese Weise sind einige lexikalische Neubildungen entstanden, die spezifisch für das indische Englisch sind. Beispiele dafür sind:
- black money (Schwarzgeld)
- auto-rickshaw (motorisierte Rikscha)
- god-woman (heilige Frau, Wunderheilerin)
- soapnut (Kräuterextrakt für die Haarwäsche)

Andere Kompositionen sind Hybridformen, die aus einem englischen Wort und aus einem Anteil aus einer indischen Sprache bestehen, wie z. B.:
- ghat road (Straße, die durch Hügel oder Berge führt)
- gobar gas (Biogas, produziert aus Kuhdung)
- kirana store (Lebensmittelladen)
- disco bhangra (Panjabi-Tanz zu Diskomusik)

## Höflichkeit und Stil
In mündlichem indischen Englisch haben sich einige durch Hindi und andere indische Sprachen beeinflusste Formen der Höflichkeit etabliert:
- Als respektvolle Bezugnahme auf Fremde, ältere Personen und andere Respektspersonen wird das aus dem Hindi stammende Suffix ji/jee an den Namen angehängt wie in Please call a taxi for Gupta-ji.[17]
- Verwendung der Titel Shri/Sri/Shree (Mr./Herr), Shrimati/Srimati/Shreemati (Mrs./Frau) oder Kumari (Ms./Fräulein)
- Verwendung von no wie bei I told you no?! abgeleitet von Hindi na = „nicht“/„nicht wahr?“, oder als Ersatz für please in Ausdrücken wie Come, no oder Eat, no.[18]

Für Kinder und jüngere Erwachsene ist es im privaten Umfeld unhöflich, ältere Erwachsene direkt mit ihrem Namen anzusprechen. Deshalb ersetzen jüngere Sprecher z. B. die Ansprache Mrs Mamta oder Mr Raghav durch Mamta aunty oder Raghav uncle. Dies ist selbst dann notwendig, wenn die älteren Personen nicht direkt mit dem Sprecher verwandt sind, z. B. bei den älteren Angestellten der Familie oder den Freunden der Eltern.
Ferner gibt es einige durch Hindi beeinflusste Ausdrücke:
- Your good name please? entspricht What is your name? - entsprechend Hindi Aap ka shubh naam?
- Hello, what do you want? als (nicht etwa unhöfliche) Begrüßung am Telefon, entsprechend Hindi Kya chahie?
- Tell me als Antwort am Telefon im Sinne von How can I help you? entspricht Hindi boliye = „Sprechen Sie!“.

Der Stil des indischen Englisch wird oft als archaisch und formal beschrieben. Geschäftskorrespondenz enthält deshalb häufig Ausdrücke wie die folgenden:
- Respected Sir anstelle von Dear Sir
- Kindly do the needful.
- We shall be highly obliged to you...

## Korpora
Es gibt einige systematische Sammlungen (Korpora) des gesprochenen und geschriebenen indischen Englisch, die zu wissenschaftlichen Zwecken verwendet werden. Zu den bekanntesten zählen:
- Kolhapur Corpus (1978)
- International Corpus of English - India (2007)